# 심플리 레드
심플리 레드(Simply Red)는 5천만 장 이상의 앨범 판매량과 25년의 경력을 자랑하는 영국의 소울 밴드이다. 그들은 음악 스타일은 블루아이드 소울, 뉴 로맨틱, 록, 재즈 등의 영향을 받았다.